# Anaplecta
Anaplecta es un género de cucarachas de la familia Anaplectidae. Existen al menos veinte especies descritas en Anaplecta.